# Jamil Gedeão
Jamil Gedeão, né le 19 avril 1931, à Recife, au Brésil, est un ancien joueur brésilien de basket-ball. Il évolue durant sa carrière au poste d'ailier.

## Palmarès
- Finaliste du championnat du monde 1954